# Richard Covey
Richard Oswalt Covey (Fayetteville, Arkansas, 1 de agosto e 1946) é um ex-astronauta e oficial da Força Aérea dos Estados Unidos, veterano de quatro missões a bordo dos ônibus espaciais.
Formou-se em engenharia astronáutica pela Academia da Força Aérea dos Estados Unidos em 1968 e em Aeronáutica e Astronáutica pela Universidade de Purdue em 1969. Como piloto da Força Aérea, voou como piloto de caça entre 1970 e 1974, participando de 399 missões de combate durante a Guerra do Vietnã no comando de caças F-100 Super Sabre, A-37 Dragonfly e A-7 Corsair II. Depois de servir na guerra, baseado na Base Aérea de Eglin entre 1975 e 1978, foi piloto de teste de caças F-4 Phantom II, de sistemas de armas do Corsair e co-diretor de testes de armas de guerra eletrônica para o F-15 Eagle. Como militar, Covey acumulou mais de 5.700 horas de voo em trinta aeronaves diferentes.
Foi selecionado para o curso de astronautas da NASA em janeiro de 1978 e qualificou-se em agosto de 1979, exercendo a princípio funções em terra como CAPCOM e piloto de escolta e observação de jatos T-38 em missões de ônibus espaciais.
Foi ao espaço quatro vezes: como piloto da STS-51-I Discovery em 27 de agosto de 1985, uma missão de sete dias que colocou três satélites em órbita; como piloto da STS-26 Discovery, em 29 de setembro de 1988, a primeira missão do programa do ônibus espacial após a tragédia da Challenger em 1986; como comandante da STS-38 Atlantis em 15 de novembro de 1990, uma missão com carga sigilosa do Departamento de Defesa e finalmente como comandante da STS-81 Endeavour em 2 de dezembro de 1993, missão de manutenção e reparo do Telescópio Espacial Hubble.
Em 1 de agosto de 1994, seu 48º aniversário, retirou-se da NASA e da Força Aérea. Após o acidente do ônibus espacial Columbia em 2003, Convey e o ex-astronauta Thomas Stafford lideraram a Comissão Covey–Stafford criada para estabelecer o retorno dos ônibus espaciais ao espaço começando com a STS-114 Discovery. Em 2007, ele sucedeu ao astronauta Michael McCulley como diretor-executivo da United Space Alliance, empresa de operações de voos espaciais de propriedade conjunta da Boeing e da Lockheed Martin.